# Özgür
Özgür ist ein türkischer männlicher Vorname mit der Bedeutung „Der Freie“, „Der Unabhängige“. Özgür kann auch als weiblicher Vorname sowie als Familienname auftreten.

## Namensträger

### Männlicher Vorname
- Özgür Bakar (Murat Bosporus; * 1979), deutscher Wrestler
- Özgür Bayer (* 1979), türkischer Fußballspieler
- Özgür Cebe (* 1974), Schauspieler, Kabarettist und Stand-up-Comedian
- Özgür Çek (* 1991), türkischer Fußballspieler
- Özgür İleri (* 1987), türkischer Fußballspieler
- Özgür Karadeniz (* 1977), deutscher Theaterschauspieler
- Özgür Kart (* 1982), türkischer Fußballspieler
- Özgür Özata (* 1977), deutscher Schauspieler türkischer Herkunft
- Özgür Özdemir (* 1995), türkisch-deutscher Fußballspieler
- Ali Özgür Özdil (* 1969), türkisch-deutscher Islamwissenschaftler und Religionspädagoge
- Özgür Özkaya (* 1988), türkischer Fußballspieler
- Özgür Yankaya (* 1978), türkischer Fußballschiedsrichter
- Özgür Yıldırım (* 1979), türkisch-deutscher Filmregisseur
- Özgür Volkan Yıldırım (* 1979), türkischer Fußballspieler

### Familienname
- Atılay Özgür (* 1943), türkischer Fußballspieler
- Erman Özgür (* 1977), türkischer Fußballspieler
- Ferhaz Özgür (* 1965), türkischer Filmemacher und Künstler
- Semavi Özgür (* 1982), türkischer Fußballspieler

## Weiteres
- Yeni Özgür Politika, türkisch- und kurdischsprachige Tageszeitung